# Puzzle & Dragons: Super Mario Bros. Edition
Puzzle & Dragons: Super Mario Bros. Edition (パズル＆ドラゴンズ スーパーマリオブラザーズ エディション, Pazuru & Doragonzu: Sūpā Mario Burazāzu Edishon), a vegades anomenat Pazumari (パズマリ, Pazumari) al Japó, és un videojoc de rol, trencaclosques i estratègia per a la videoconsola portàtil Nintendo 3DS basat en Super Mario i Puzzle & Dragons que va sortir el 29 d'abril de 2015 al Japó. Va sortir a Corea del Sud l'1 de maig, a Europa el 8, a Australàsia el 9 i a Amèrica, Hong Kong i Taiwan el 22 sota la compilació Puzzle & Dragons Z + Puzzle & Dragons: Super Mario Bros. Edition, ja que inclou Puzzle & Dragons Z (3DS).

## Jugabilitat

Captura de pantalla de Puzzle & Dragons: Super Mario Bros. Edition. La mecànica de joc és la mateixa que els jocs Puzzle & Dragons, però els ítems a recollir, els enemics, els fons i altres mecàniques de joc estan basades en la sèrie Super Mario, excepte l'esfera de vida.

Puzzle & Dragons: Super Mario Bros. Edition és un videojoc de rol, trencaclosques i estratègia basat en Puzzle & Dragons amb elements de la sèrie Super Mario. Durant l'aventura, en Mario ha d'enfrontar-se en batalles com es fa en Puzzle & Dragons, és a dir, unint peces iguals a la pantalla inferior per realitzar atacs i combos, i també rebrà una mica d'ajuda. El joc ofereix SpotPass i multijugador.
Per salvar la princesa del Regne Xampinyó, els germans Mario han d'anar a través de vuit mons temàtics plens de perills, i, per descomptat, davant molts, molts enemics poderosos en el camí. Les batalles es basen en l'alineació d'esferes que simbolitzen diversos power-ups dels jocs de Mario, com la flor del foc, el vestit de pingüí, la Súper Fulla, l'Estrella, i el bolet verinós, entre d'altres; cal prestar molta atenció als elements de cada element (aigua, foc, herba, llum i foscor) i les habilitats dels membres del seu grup per explotar les debilitats dels seus oponents i es porten en els enfrontaments.
Puzzle & Dragons: Super Mario Bros. Edition permet fer evolucionar els personatges, com per exemple amb la transformació de Mario Tanuki. Els jugadors podran canviar la forma d'en Mario i companyia a les Cases Toad que es troben al mapa del món; per això, s'ha de trobar un bloc d'interrogació o disposar d'un ítem especial. La transformació no només afecta a l'aparença d'aquest, sinó a les seves habilitats. Es poden unir dos personatges, i així un d'ells aconsegueix punts d'experiència i l'altre es perd en el procés.
Puzzle & Dragons: Super Mario Bros. Edition inclou mons basats en terreny cobert d'herba, un desert, una àrea als núvols i un bosc. Els nivells inclouen elements únics associats a ells, com fusta al bosc i enemics. Un consell per als jugadors seria formar equips per trobar les debilitats d'aquests. Alguns escenaris inclouen rutes secretes que condueixen a entorns dins l'aigua.
A Puzzle & Dragons: Super Mario Bros. Edition, és possible escollir entre en Mario i en Luigi per liderar l'equip. Cada equip consisteix en un líder, un personatge auxiliar i quatre companys. Els líders i assistents tenen "habilitats de lideratge".
Puzzle & Dragons: Super Mario Bros. Edition és compatible també amb la funció StreetPass. Aquest recurs és utilitzat en l'intercanvi de Friend Carts, que poden transformar-se en aliats durant el viatge. El joc també inclou un mode multijugador anomenat "Score Attack".
És possible accedir a una gran quantitat de contingut addicional en acabar el mode història, ja que es té accés a "un altre continent", a ni més ni menys que vuit nous mons de jocs, a més de desbloquejar cinc personatges jugables que són Estela, Peach, Bowser, Bowsy i Lemmy Koopa.

## Argument
En Mario i en Luigi es preparen per viure una altra aventura, després que el malvat Bowser Koopa i el seu nefast exèrcit han pogut segrestar la Princesa Peach al entrar en contacte amb una "gota" misteriosa que va aparèixer espontàniament al Regne Xampinyó. Per detenir els malvats, els germans Mario han d'acabar amb ells mitjançant trencaclosques, on els combos provocats per l'alineació de diverses esferes d'ítems garanteix atacs moltes vegades perillosos.

## Actualitzacions
Versió 2.0 (disponible el 17 de desembre de 2015)
Puzzle & Dragons: Super Mario Bros. Edition va rebre la versió 2.0 el 17 de desembre de 2015 al Japó, segons un anunci fet per la desenvolupadora GungHo el 16 d'octubre de 2015. En aquesta actualització s'han d'afegir transformacions d'en Mario provinents d'altres clàssics de la sèrie Super Mario: Double Mario (Super Mario 3D World), Boomerang Mario (Super Mario 3D Land), Rock Mario (Super Mario Galaxy 2), Gold Mario (New Super Mario Bros. 2) i Metal Mario (Super Mario 64). També s'afegeixen 10 nivells per al mode Challenge, millores al sistema de rànquings (ja que ara és possible comprovar la pantalla d'estat d'un usuari directament des del mode) i l'opció de veure les repeticions de les partides a la pantalla d'estat.

## Desenvolupament
El desenvolupador Shigeru Miyamoto va anunciar el 7 de gener de 2015 en l'esdeveniment japonès "New Games Presentation" que estan creant un videojoc anomenat Puzzle & Dragons: Super Mario Bros. Edition per a Nintendo 3DS juntament amb GungHo Online Entertainment. És un projecte relacionat amb la sèrie de videojocs de rol, trencaclosques i estratègia Puzzle & Dragons, molt popular al Japó per a dispositius mòbils, només entre els desenvolupadors de la companyia, però vist l'èxit de Puzzle & Dragons Z (3DS, 2013 JP), van demanar que es barregés aquesta sèrie amb Super Mario Bros.. Puzzle & Dragons: Super Mario Bros. Edition va rebre la data de llançament de 29 d'abril al Japó i TBA a la resta de món (segons ha dit la companyia a Twitter).
En una entrevista al diari japonès 4Gamer, Daisuke Yamamoto i Kazuki Morishita, productors de GungHo Online, caren explicar que la idea de Puzzle & Dragons: Super Mario Bros. Edition té lloc després de l'èxit de Puzzle & Dragons Z (3DS, 2013 JP). Morishita diu que la jugabilitat d'aquest crossover no només consisteix en completar nivells, perquè també té elements d'entrenament dels personatges que permetrà a tots "jugar en molt de temps". El desenvolupador ha afirmat que el joc durà molts personatges diferents, i ha garantit que una versió occidental de Puzzle & Dragons: Super Mario Bros. Edition s'estrenarà en un futur.
El 14 de gener, Nintendo va anunciar en un Nintendo Direct el llançament mundial del joc, amb una data de llançament de maig de 2015 a Amèrica i Europa i 2015 a Corea del Sud, juntament amb Puzzle & Dragons Z, ja que vindran junts.
En la World Fobby Fair Winter 2015 un aficionat va publicar un vídeo de jugabilitat mostrant personatges com Mario Abella o Luigi Gat.
En una entrevista al web Dengeki Online, els productors Daisuke Yamamoto i Kazuki Morishita, de GungHo Online, han explicat el seu nerviosisme a l'hora d'anunciar Puzzle & Dragons: Super Mario Bros. Edition, principalment involucrant una figura tant il·lustre com en Mario i també el seu creador, Shigeru Miyamoto. Segons els desenvolupadors, Puzzle & Dragons: Super Mario Bros. Edition permetrà fer evolucionar els personatges, com per exemple amb la transformació de Mario Tanuki. Shigeru Miyamoto va ser consultat per l'equip demanant que "no perdés l'estil Super Mario". Morishita i Yamamoto han comentat que efectes sonors de la saga també hi estaran presents. Com que l'equip està format per professionals de diverses edats, hi van haver problemes per decidir si afegir efectes de jocs antics o de més moderns. Han explicat que les esferes havien de ser xampinyons, però llavors van decidir que es podrien confondre, substituint-los per ítems de la sèrie Mario i pel de la vida que és l'únic que torna de Puzzle & Dragons. També han explicat que no tenen intenció de vendre contingut addicional ni de regalar-ne, i que podrien organitzar un campionat mundial en un futur.
En l'edició de l'11 de febrer de 2015, la revista japonesa Famitsu va parlar, sobretot, dels personatges que hi serien presents. També es van explicar les transformacions, els mons, la formació dels equips i els avantatges de reservar-ne una còpia.
El 20 de febrer GungHo va publicar un tràiler, mostrant l'argument, els regals de prevenda i les transformacions, entre d'altres. El 27 de febrer els llocs GameXplain, GameSpot i Polygon van publicar vídeos de jugabilitat.
El 4 de març Nintendo of Europe va publicar la caràtula europea final, en què el PEGI 7 deixa de ser provisional i el contorn és negre en comptes de blanc.
El 8 de març va tenir una transmissió en directe al PAX East de 2015 de la GungHo Online.
La revista Famitsu va publicar l'11 de març de 2015 un article mostrant més imatges sobre el joc, on es poden veure les transformacions i una batalla contra Lemmy Koopa. Un dia després es van publicar cinc imatges de les transformacions i dels enemics.
Daniel Orihuela, de la Nintendo Treehouse, divisió de la Nintendo americana que es dedica a localitzar jocs japonesos, va parlar en un vídeo de les característiques dels dos jocs, a part d'acompanyar els participants de la PAX East 2015, realitzada a mitjans de març de 2015.
El 19 de març Nintendo va confirmar en un comunicat de premsa que el joc sortirà el 22 de maig a Amèrica del Nord, i rebrà una demo gratuïta descarregable des de la eShop a partir de principis de maig a Amèrica del Nord. En un Nintendo Direct exclusiu el mateix dia, es va confirmar que sortiria a Corea del Sud l'1 de maig.
El 24 de març Nintendo of Europe va emetre un comunicat de premsa dient que sortiria el 8 de maig. Al Nintendo Direct que es va retransmetre el 2 d'abril es va acertar la data, on també s'hi va anunciar que sortiria a Australàsia l'endemà.
El 27 de març Nintendo del Japó va publicar imatges equivalents a les transformacions d'en Mario vistes al joc: Ice Mario, Fire Mario, Penguin Mario, Raccoon Mario, Boo Mario, Small Mario i Super Mario.
El 7 d'abril GungHo Online va publicar un altre tràiler. El dia 10 es van mostrar noves imatges sobre el sistema de batalles i personatges. El dia 14 se'n van publicar més. El 22 va rebre un tràiler general britànic.
Puzzle & Dragons Z + Puzzle & Dragons: Super Mario Bros. Edition és el primer videojoc de la 3DS a Amèrica que permet la funció de "pre-load", que consisteix en comprar el joc dies abans del seu llançament, descarregar-ne una part, i quan surti baixar la que queda i jugar.
El 18 d'abril de 2015 van sortir captures de pantalla de la versió anglesa. El 20 d'abril el periodista Daan Koopman va publicar vídeos de la introducció i dels primers mons.
La Nintendo europea va publicar un vídeo llarg del joc el 28 d'abril. El 29 d'abril la revista Famitsu li va dedicar la portada de la seva edició setmanal i un reportatge de 8 pàgines en què destaca els mons, els personatges i tutorials sobre les batalles d'esferes al joc. El 20 de maig va sortir un tràiler estès nord-americà, i el dia 22, quan va sortir a la regió, es va publicar un tràiler mostrant una part de la recepció occidental.
En una entrevista al lloc Nintendo Life, el productor japonès Daisuke Yamamoto, de GungHo Online, ha revelat que els desenvolupadors volien fer la versió Super Mario Bros. Edition la més fidel possible a l'univers de Mario, i que per això han necessitat l'ajuda del seu creador, Shigeru Miyamoto. Yamamoto ha ressaltat també que, al contrari del que molts jugadors poden estar imaginant, existeix una important diferència de jugabilitat entre els dos jocs (Puzzle & Dragons Z és més joc de rol i el Super Mario Bros. Edition és de personatges i de puzzles). Qüestionat sobre el motiu d'haver llançat els dos jocs en un paquet únic a Occident, Yamamoto ha ressaltat que la decisió va ser feta per causar "un gran impacte", i també perquè el desig dels desenvolupadors és que "el major nombre de persones del món puguin jocar aquest títol".
Puzzle & Dragons Z + Puzzle & Dragons: Super Mario Bros. Edition va sortir a Hong Kong i a Taiwan el 22 de maig de 2015.

## Recepció

### Crítica
Puzzle & Dragons: Super Mario Bros. ha estat el títol més ben valorat de l'aleshores nova edició de Famitsu; quatre redactors li han donat la nota de nou per al joc, garantint l'òptima suma de 36 punts. Els quatre analistes coincideixen que és una molt bona manera d'introduir la sèrie als jugadors novells, i que està molt ben basat en Mario.
La nota més alta en la premsa occidental és de Gamesvillage.it, amb un 9,3/10. Amb un 9/10, GameInformer diu que Puzzle & Dragons Z + Puzzle & Dragons: Super Mario Bros. Edition és una mica cursi però ajudarà a l'analista Jeff Cork a treure espai del seu iPad. Digital Chumps amb quatre estrelles de 5 (80%) diu que, tot i semblar ser molt superficial, té molta profunditat i inclou un munt d'opcions i elements de videojoc de rol que motiva l'addició. Digital Spy, amb la mateixa nota, diuen que el joc hauria de valdre com un de sol, i que és una "digna" addició a la biblioteca de qualsevol fanàtic de jocs de trencaclosques. IGN, amb un 7,9 diu que és ple de contingut i que en Mario és la millor opció dels dos jocs. Nintendo Enthusiast, amb un 7,5, assegura el contrari, dient que és només una bonificació de l'altre.
Nintendo World Report, amb un 7, diu que és millor Puzzle & Dragons Z, i que és una gran reorganització de la fórmula de Puzzle Quest. Game Revolution, amb 3,5/5, diu que té una jugabilitat addictiva i una digna compra per un fanàtic dels puzzles. Amb la mateixa nota, GamesRadar+ diu que el paquet doble ofereix un híbrid sòlid entre mecàniques de trencaclosques que es poden gaudir i col·leccionisme de monstres lleuger de videojoc de rol. Nintendo Life dona 7 estrelles al joc, assegurant el mateix que Nintendo Enthusiast, que Super Mario Bros. Edition és només un afegit al Z.
La pitjor nota és de Metro GameCentral, que l'aprova amb un 5/10, dient que el fet de ja no ser de franc i eliminar les microtransaccions el torna menys interessant.

### Prellançament
Després de l'anunci a principis de gener, les accions de Nintendo van augmentar un 8,3%, fent una pujada de 2,3% del dia, i les accions de GungHo van pujar un 13%, augmentant-ne un 4,1%, segons usuaris de NeoGAF.

### Vendes
Segons l'institut Media-Create, Puzzle & Dragons: Super Mario Bros. Edition va ser el joc més venut a la setmana del 27 d'abril al 2 de maig de 2015 amb 179.926 unitats venudes, un 45,77% de les còpies que va enviar al Japó. Va tornar a ser el més venut a la setmana del 4 al 10 de maig amb 38.914 unitats, que sumen ja 218.839.
A data del 18 de maig de 2015 Puzzle & Dragons Z + Puzzle & Dragons: Super Mario Bros. Edition va ser el sisè joc més venut a la eShop de 3DS nord-americana, ja que la reserva digital estava oberta aleshores. A data de 25 de maig, quan ja va sortir, va ser el líder absolut. El 3 de juny va acabar a la sisena posició.

### Màrqueting

#### Marxandatge
- Qui va reservar la versió física del joc al Japó va aconseguir:
  - Un mocador temàtic del monstret Tamadra (només a Amazon.com)
  - Un ingrés especial per habilitar mostres a Puzzle & Dragons Z Tamer Battle V2 (arcade, 2014 JP).
  - Una carta promocional original del joc de cartes Puzzle & Dragons (2015 JP).
  - Un bolígraf temàtic.
- Qui va reservar la versió digital aconseguirà un tema per al menú HOME de Nintendo 3DS basat en Puzzle & Dragons: Super Mario Bros. Edition que mostra el drac Tamadra.[50][18][9][51] Aquest tema està disponible des del 29 d'abril per comprar a la botiga de temes japonesa per 100 iens.[52]
- La botiga oficial en línia de Nintendo del Regne Unit va estar oferint un peluix d'en Mario a tots aquells que reservessin des del 24 d'abril al 7 de maig la seva còpia de Puzzle & Dragons Z + Puzzle & Dragons: Super Mario Bros. Edition.[53]
- A Amazon, aquells que van reservar el paquet de 3DS van rebre el "Vampire Lord". Això obre la possibilitat de guanyar el personatge homònim: "El Vampire Lord és un monstre però noble fosc. Es rumoreja que la seva mossegada té el poder de convertir a altres en vampirs." * Per la pre-venda a GameSpot, va ser possible obtenir una relíquia exclusiva que ajuda al jugador a evolucionar l'Apocalypse Monster.[54]
- Qui va comprar el joc a les botigues Best Buy durant el cap de setmana del divendres 29 al diumenge 31 (en el marc de la StreetPass Weekend i de les qualificatives del Nintendo World Championships 2015) tenia dret a un codi regal que permet obrir un nou calabós i lluitar contra el terrible Arkvelza The Death Skydragon en Puzzle & Dragons Z.[55]
- Puzzle & Dragons: Super Mario Bros. Edition va rebre una demo especial (sense limitació d'usos) gratuïta descarregable des de la eShop el 16 de maig a Europa[56][57] i a partir del 31 de maig de 2015 a Amèrica del Nord.[6] La demo és la primera aplicació per a 3DS amb una encriptació especial.[58]

#### DLC
En la presentació del Nintendo Direct Micro de l'1 de juny de 2015 s'ha revelat que calabossos extres podran ser comprats pels jugadors a Puzzle & Dragons Z periòdicament, essent el primer d'ells ("Altar of the Dead") ja disponible; només s'ha d'anar al balcó en Ranger HQ per rebre la relíquia que permet experimentar la novetat. Val a dir que, al derrotar els caps d'aquestes masmorres especials, es guanya una podera companyia per a l'equip. A Espanya va estar disponible accedint al punt Nintendo Zone de les botigues GAME.
Nintendo va alliberar el 24 de desembre de 2015 un paquet de DLC de franc per als jocs Puzzle & Dragons Z + Puzzle & Dragons: Super Mario Bros. Edition. Segons un comunicat fet per l'empresa, el DLC afegeix a Puzzle & Dragons Z dos trencaclosques RPG gegants, mentre que a Super Mario Bros. Edition s'han afegit nous Leaders dels personatges Mario i Luigi, noves Transformations, nous Allies i desafiaments actualitzats per al mode Score Attack que inclouen rànquings online mundials, nous Free Challenges que permeten triar el seu propi equip, i la possibilitat de veure repeticions de jugabilitat. El DLC va sortir per a la versió americana com per a l'europea, i necessita 620 blocs (77,5 MB) lliures a la (micro)SD de la consola.

#### Demos a fires
El joc es va poder provar a:
- World Fobby Fair Winter 2015, que es realitzà del 18 de gener al 8 de febrer de 2015 a ciutats japoneses.[16]
- PAX East 2015 que es realitzà del 6 al 8 de març de 2015 a Boston.[60]
- WonderCon 2015 que va tenir lloc del 3 al 5 d'abril de 2015 a Califòrnia.[61]
- Al Saló Internacional del Còmic de Barcelona del 16 al 19 d'abril de 2015.[62]
- El 26 d'abril, a la Nintendo World Store, la botiga oficial de Nintendo a Nova York, va realitzar un esdeveniment per promoure el llançament dels jocs.[63][64] El 22 de maig la mateixa botiga va promoure una festa nocturna per celebrar-ne el llançament.[65]
- Nintendo Girls Game Museum, del 18 al 20 de juliol de 2015 a la Aeon Mall Makuhari Shin Toshin (Chiba), i l'1 i el 2 d'agost de 2015 al centre comercial Grand Tree Musashikosugi (Kawasaki).[66]
- Gamescom 2015, del 5 al 9 d'agost de 2015 a Colònia (Alemanya) (inclou torneig de màxima puntuació).[67]
- Esdeveniment itinerant Summer Tour britànic, d'agost a setembre de 2015.[68]

#### Altres
Per als principiants de Puzzle & Dragons, Nintendo of Europe ha iniciat una sèrie de vídeos instructius anomenats "Truco Experto".
- 1r capítol: combinació d'esferes formant la lletra L; 28 d'abril de 2015[69]
- 2n capítol: combinació d'esferes formant la lletra L voladora; 4 de maig de 2015[70]
- 3r capítol: pedra saltarina; 5 de maig de 2015[71]
- 4t capítol: ziga-zaga; 12 de maig de 2015[72]
- Extra: atacs combo; 12 de maig de 2015[72]

El 21 de juliol de 2015 va penjar un vídeo tutorial sobre la selecció d'equips per a cada tipus d'enfrontament, i parla sobre els Helpers (ajudants), i també sobre com millorar el desenvolupament dels seus personatges fent un bon ús dels Skills (tècniques), PowerUp (poders), Transform (transformacions) i Skull Up (millorar habilitats).
Li van dedicar un bloc per parlar del joc a la 36ª edició del webshow japonès Mèu Mèu Mèu! L'hora del gat Mario!.
La Nintendo americana va estrenar al seu Twitter un concurs en el qual una persona, major de 18 anys i resident als EUA o al Canadà, si vols guanyar una New Nintendo 3DS XL, una còpia física de Puzzle & Dragons Z + Puzzle & Dragons: Super Mario Bros. Edition i deu dòlars de fons per a la eShop, s'havia de fer un selfie que inclogués la 3DS amb la pantalla de títol de la demo, i aleshores piular-la abans del 5 de maig amb els hashtags #SweepsEntry i #PuzzleandDragonsSelfie. Cinc guanyadors serien avisats per correu electrònic.
Nintendo of America realitzà el 19 de maig de 2015 el "#PuzzleandDragons Twitter Takeover", en què s'havia d'accedir al Twitter de @NintendoAmerica en aquesta franja horària per divertir-se en activitats com tests i caça del tresor, o aclarir dubtes dels jocs Puzzle & Dragons, i amb la participació d'un/a convidat/da especial. Qui participava en la "#PuzzleandDragons Twitter Takeover" tenia l'oportunitat de guanyar una New Nintendo 3DS XL amb Puzzle & Dragons Z + Puzzle & Dragons: Super Mario Bros. Edition, i unes altres quatre persones serien sortejades per rebre una còpia d'aquests jocs per a cadascú.
La desenvolupadora GungHo Online va anunciar a l'octubre de 2015, col·laborant amb la ESL Gaming, el primer Campionat Internacional de Puzzle & Dragons: Super Mario Bros. Edition. Jugadors que visquin als EUA o al Canadà poden participar en la competició aconseguint la qualificació "C" o major a la dificultat Hard do Score Attack Mode, i aleshores enviant fins al 31 d'octubre una foto seva amb la seva 3DS a la mà, amb el seu nom, data i Friend Code al web oficial de l'esdeveniment. Les dotze millors puntuacions garantiran una posició per a la propera etapa del campionat, que serà disputada el desembre a l'estat de Califòrnia (EUA), on aleshores seran definits els quatre finalistes que s'enfrontaran al Japó. Segons els organitzadors el guanyador o guanyadora d'aquesta competició rebrà "fantàstics preis". Els participants en aquesta competició poden rebre un exclusiu tema per al menú Home per a la seva consola 3DS.
Un anunci de Puzzle & Dragons emès per l'octubre de 2015 a les televisions nord-americanes va incloure una referència a Puzzle & Dragons: Super Mario Bros. Edition.